# アーハー・シェイク・ハートブレイク
『アーハー・シェイク・ハートブレイク』（Aha Shake Heartbreak）はアメリカのロックバンド、キングス・オブ・レオンのセカンドアルバム。2004年11月11日発売。

## 収録曲
1. スロー・ナイト、ソー・ロング / Slow Night, So Long - 3:54
2. キングス・オブ・ザ・ロデオ / Kings of the Rodeo - 2:25
3. テイパー・ジーン・ガール / Taper Jean Girl - 3:05
4. ピストル・オブ・ファイヤー / Pistol of Fire - 2:20
5. ミルク / Milk - 4:00
6. ザ・バケット / The Bucket - 2:55
7. ソフト / Soft - 2:59
8. ラズ / Razz - 2:15
9. デイ・オールド・ブルーズ / Day Old Blues - 3:33
10. フォー・キックス / Four Kicks - 2:09
11. ヴェルヴェット・スノウ / Velvet Snow - 2:11
12. レメモ / Rememo - 3:23
13. ウェア・ノーバディー・ノウズ / Where Nobody Knows - 2:24 （ボーナス・トラック）

## メンバー
- カレブ・フォロウィル - ボーカル、リズムギター
- マシュー・フォロウィル - リードギター
- ジャレッド・フォロウィル - ベース
- ネイサン・フォロウィル - ドラムス、ボーカル